# Trofeu Atleta Europeu de l'any

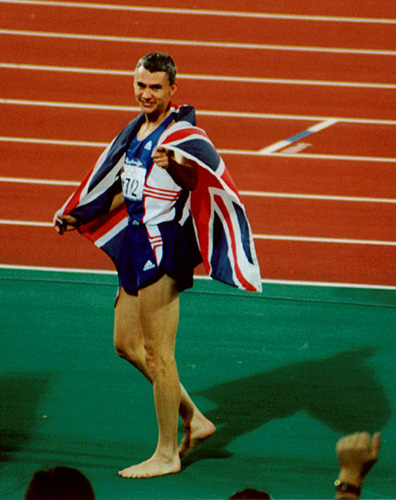
El triple saltador Jonathan Edwards va ser el primer atleta a guanyar-lo dues vegades.

El Trofeu Atleta Europeu de l'any és un guardó que reconeix l'atleta europeu (ja sigui de pista o a camp obert) que ha signat una temporada més reeixida. Aquest honor el concedeix l'EAA, des de 1993.
L'any 2007 es va crear el trofeu a la Millor Promesa Europea. Aquest guardó s'atorga a atletes menors de 23 anys, reconeixent els mèrits dels atletes encaminats a esdevenir professionals.

## Premiats

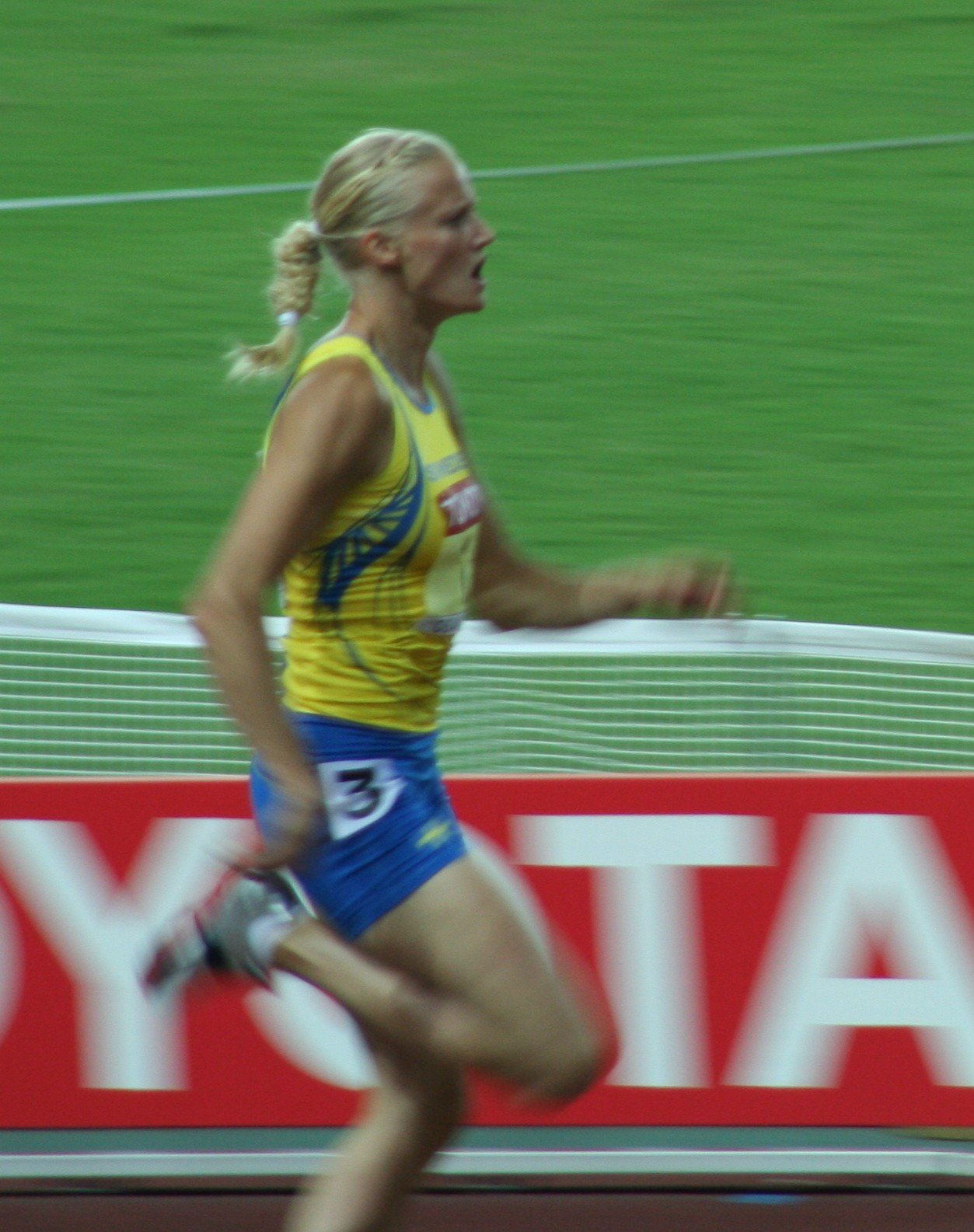
Carolina Kluft va ser la primera dona doblement guardonada, el 2003 i el 2006.

| Any  | Categoria masculina | Categoria femenina  |
| ---- | ------------------- | ------------------- |
| 1993 | Linford Christie    | Sally Gunnell       |
| 1994 | Colin Jackson       | Irina Privalova     |
| 1995 | Jonathan Edwards    | Sonia O'Sullivan    |
| 1996 | Jan Železný         | Svetlana Masterkova |
| 1997 | Wilson Kipketer     | Astrid Kumbernuss   |
| 1998 | Jonathan Edwards    | Christine Arron     |
| 1999 | Tomáš Dvorák        | Gabriela Szabo      |
| 2000 | Jan Železný         | Trine Hattestad     |
| 2001 | André Bucher        | Stephanie Graf      |
| 2002 | Dwain Chambers      | Süreyya Ayhan       |
| 2003 | Christian Olsson    | Carolina Klüft      |
| 2004 | Christian Olsson    | Kelly Holmes        |
| 2005 | Virgilijus Alekna   | Ielena Issinbàieva  |
| 2006 | Francis Obikwelu    | Carolina Klüft      |
| 2007 | Tero Pitkämäki      | Blanka Vlašic       |
| 2008 | Andreas Thorkildsen | Ielena Issinbàieva  |
| 2009 | Phillips Idowu      | Marta Domínguez     |
| 2010 | Christophe Lemaitre | Blanka Vlašic       |
| 2011 | Mo Farah            | Maria Savinova      |
| 2012 | Mo Farah            | Jessica Ennis       |

## Promeses

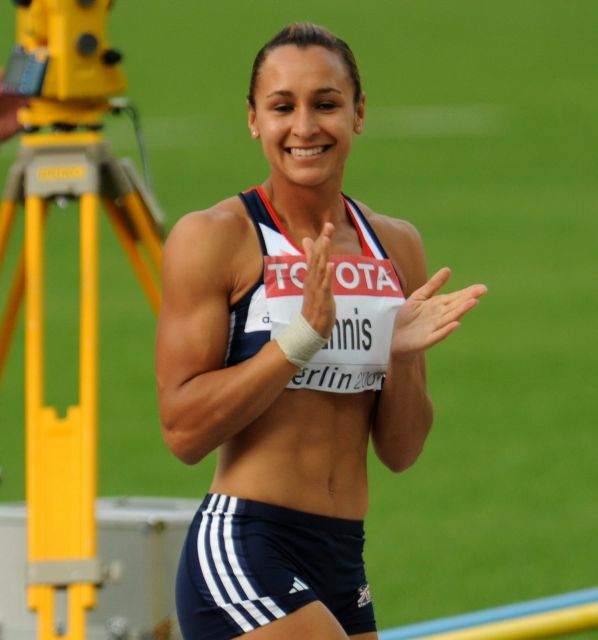
Jessica Ennis, la primera atleta reconeguda com a "promesa de l'any" va guanyar el trofeu en categoria absoluta el 2012.

| Any  | Categoria masculina | Categoria femenina        |
| ---- | ------------------- | ------------------------- |
| 2007 | Andrew Howe         | Jessica Ennis             |
| 2008 | Raphael Holzdeppe   | Stephanie Twell           |
| 2009 | Christophe Lemaitre | Karoline Bjerkeli Grøvdal |
| 2010 | Teddy Tamgho        | Sandra Perkovic           |
| 2011 | David Storl         | Jodie Williams            |
| 2012 | Pavel Maslák        | Angelica Bengtsson        |